# Dendrophorbium
Dendrophorbium là một chi thực vật có hoa trong họ Cúc (Asteraceae).

## Loài
Chi Dendrophorbium gồm các loài đặc trưng:
- Dendrophorbium acuminatissimum
- Dendrophorbium americanum
- Dendrophorbium amplexicaule
- Dendrophorbium angelense
- Dendrophorbium arboluco
- Dendrophorbium archeri
- Dendrophorbium argutidentatum
- Dendrophorbium ayopayense
- Dendrophorbium balsapampae
- Dendrophorbium barkleyanum
- Dendrophorbium biacuminatum
- Dendrophorbium biserrifolium
- Dendrophorbium brachycodon
- Dendrophorbium bradei
- Dendrophorbium buchtienii
- Dendrophorbium cabrerae
- Dendrophorbium cabrerianum
- Dendrophorbium catharinense
- Dendrophorbium chaenocephalum
- Dendrophorbium chingualense
- Dendrophorbium colombianum
- Dendrophorbium coroicense
- Dendrophorbium cosnipatense
- Dendrophorbium curvidens
- Dendrophorbium dielsii
- Dendrophorbium dodsonii
- Dendrophorbium dolichodoryium
- Dendrophorbium fastigiaticephalum
- Dendrophorbium favillosum
- Dendrophorbium floribundum
- Dendrophorbium fortunatum
- Dendrophorbium fruticosum
- Dendrophorbium gesnerifolium
- Dendrophorbium glaziovii
- Dendrophorbium goodspeedii
- Dendrophorbium ingens
- Dendrophorbium kleinioides
- Dendrophorbium krukoffii
- Dendrophorbium limosum
- Dendrophorbium llewelynii
- Dendrophorbium lloense
- Dendrophorbium longilinguae
- Dendrophorbium lucidum
- Dendrophorbium medullosum
- Dendrophorbium moscopanum
- Dendrophorbium multinerve
- Dendrophorbium ocanense
- Dendrophorbium onae
- Dendrophorbium pellucidinerve
- Dendrophorbium pericaule
- Dendrophorbium pururu
- Dendrophorbium reflexum
- Dendrophorbium scaphiforme
- Dendrophorbium scytophyllum
- Dendrophorbium sibundoyense
- Dendrophorbium silvani
- Dendrophorbium solisii
- Dendrophorbium sotarense
- Dendrophorbium storkii
- Dendrophorbium tabacifolium
- Dendrophorbium tipocochense
- Dendrophorbium tipocochensis
- Dendrophorbium trigynum
- Dendrophorbium ullucosanum
- Dendrophorbium usgorense
- Dendrophorbium vanillodorum
- Dendrophorbium vargasii
- Dendrophorbium yalusay
- Dendrophorbium yungasense
- Dendrophorbium zongoense